# Gueto de Shanghái

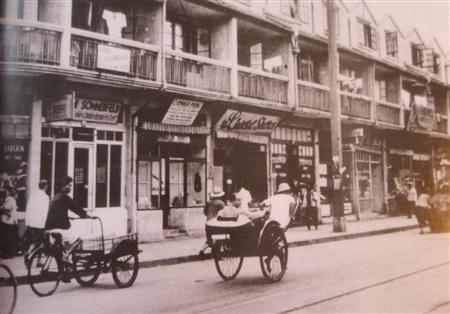
Gueto de Shanghái en 1943.

El gueto de Shanghai, oficialmente conocido como el "Sector Restringido para Refugiados Apátridas", fue un área de aproximadamente una milla cuadrada en el distrito de Hongoku en la ciudad de Shanghái durante la ocupación de los japoneses, donde alrededor de 20.000 refugiados judíos, que habían huido de la Alemania nazi, Austria, Checoslovaquia, Hungría, Rumania, Polonia y Lituania antes y durante la Segunda Guerra Mundial, y que se establecieron sobre Shanghái, fueron reubicados por la Proclamación Concerniente a la Restricción de Residencia y Negocios de los Refugiados Apátridas por los japoneses.
Los refugiados fueron puestos en el área más pobre y atestada de la ciudad. Las familias judías locales e instituciones de caridad administradas por judíos americanos los ayudaron con refugio, comida y vestidos. Las autoridades japonesas incrementaron las restricciones, pero el gueto no fue amurallado y los residentes locales chinos, cuyas condiciones de vida eran a veces malas, no dejaron la zona.

## Galería

Gueto de Shanghái
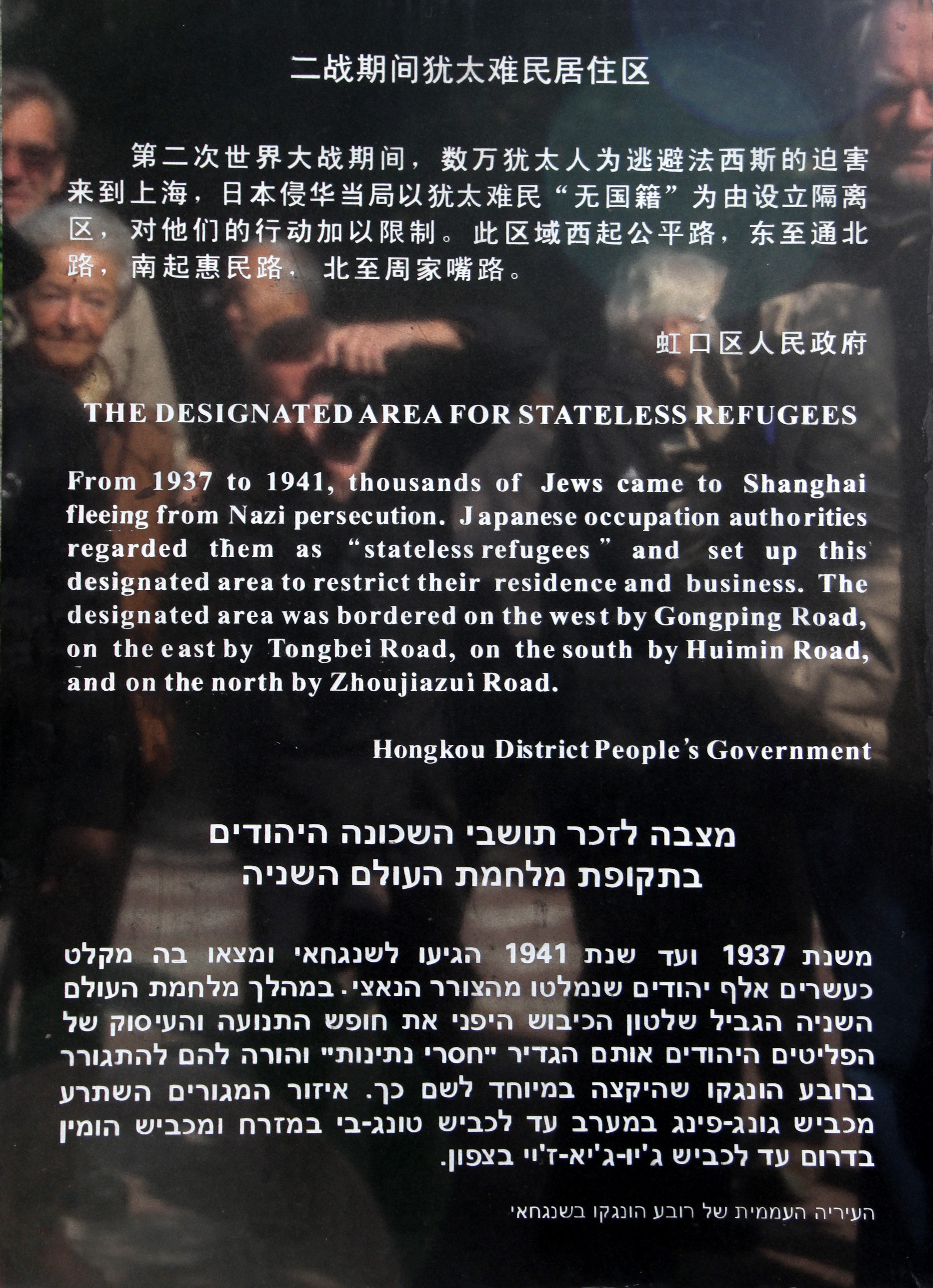
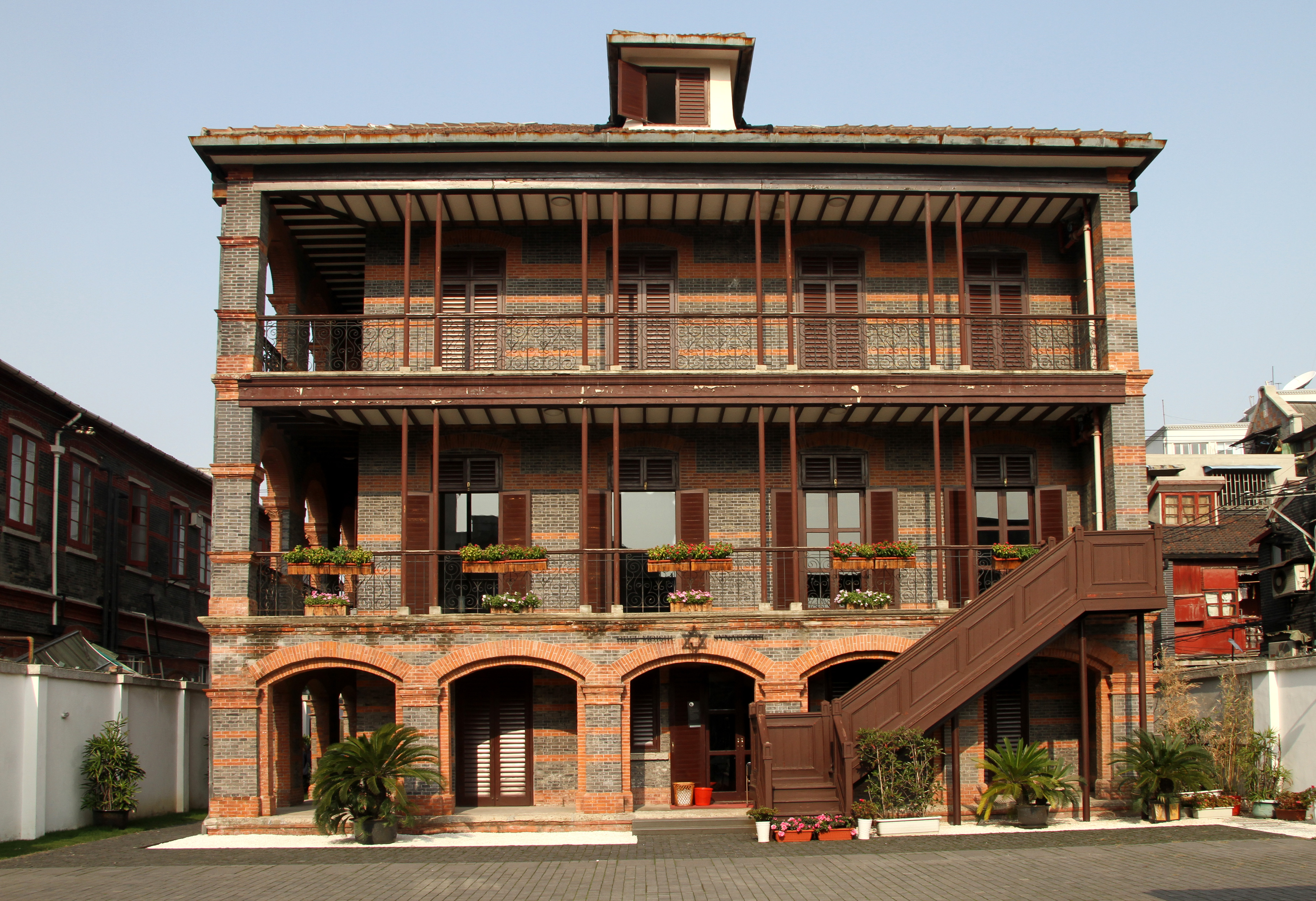
Sinagoga
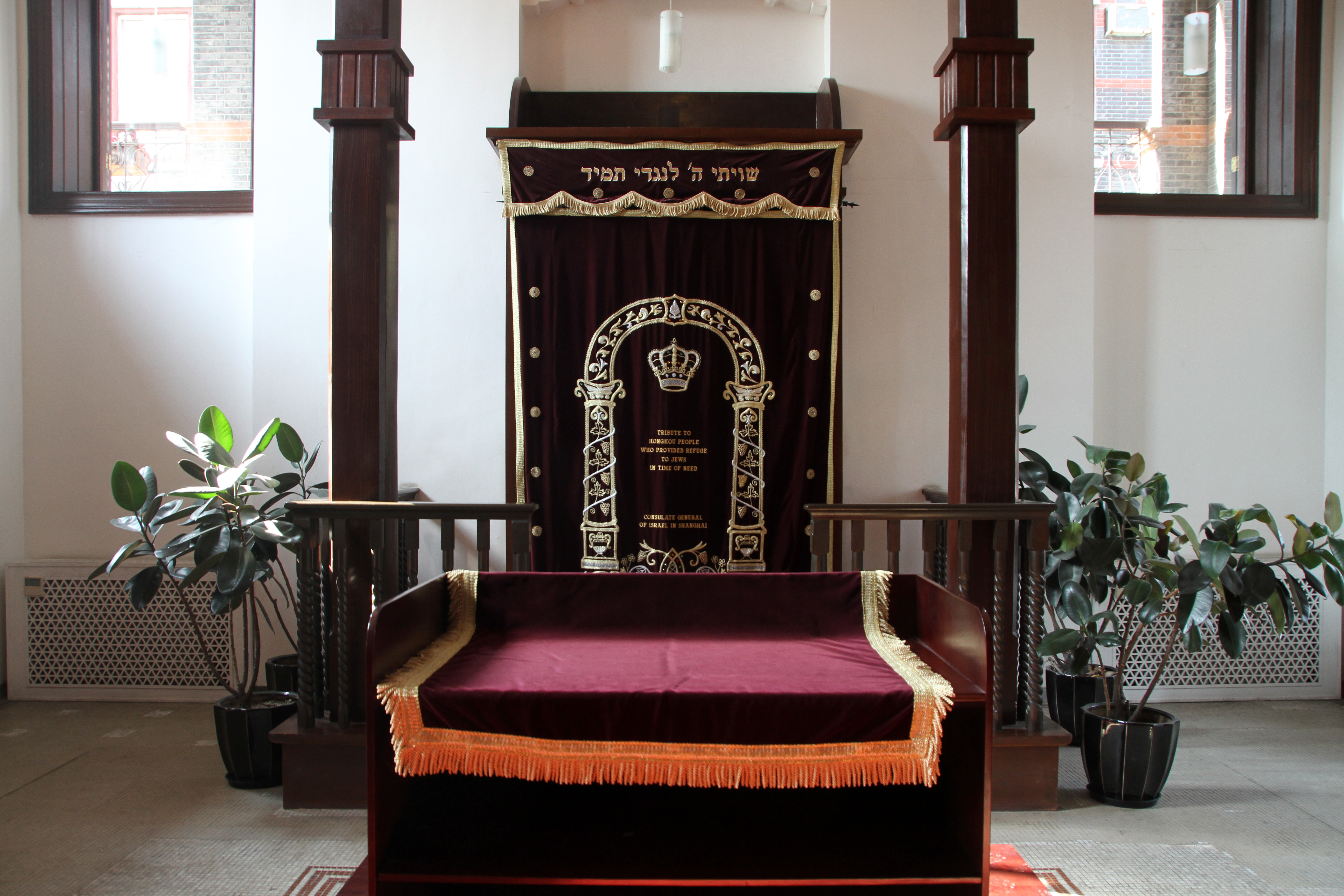
Sinagoga
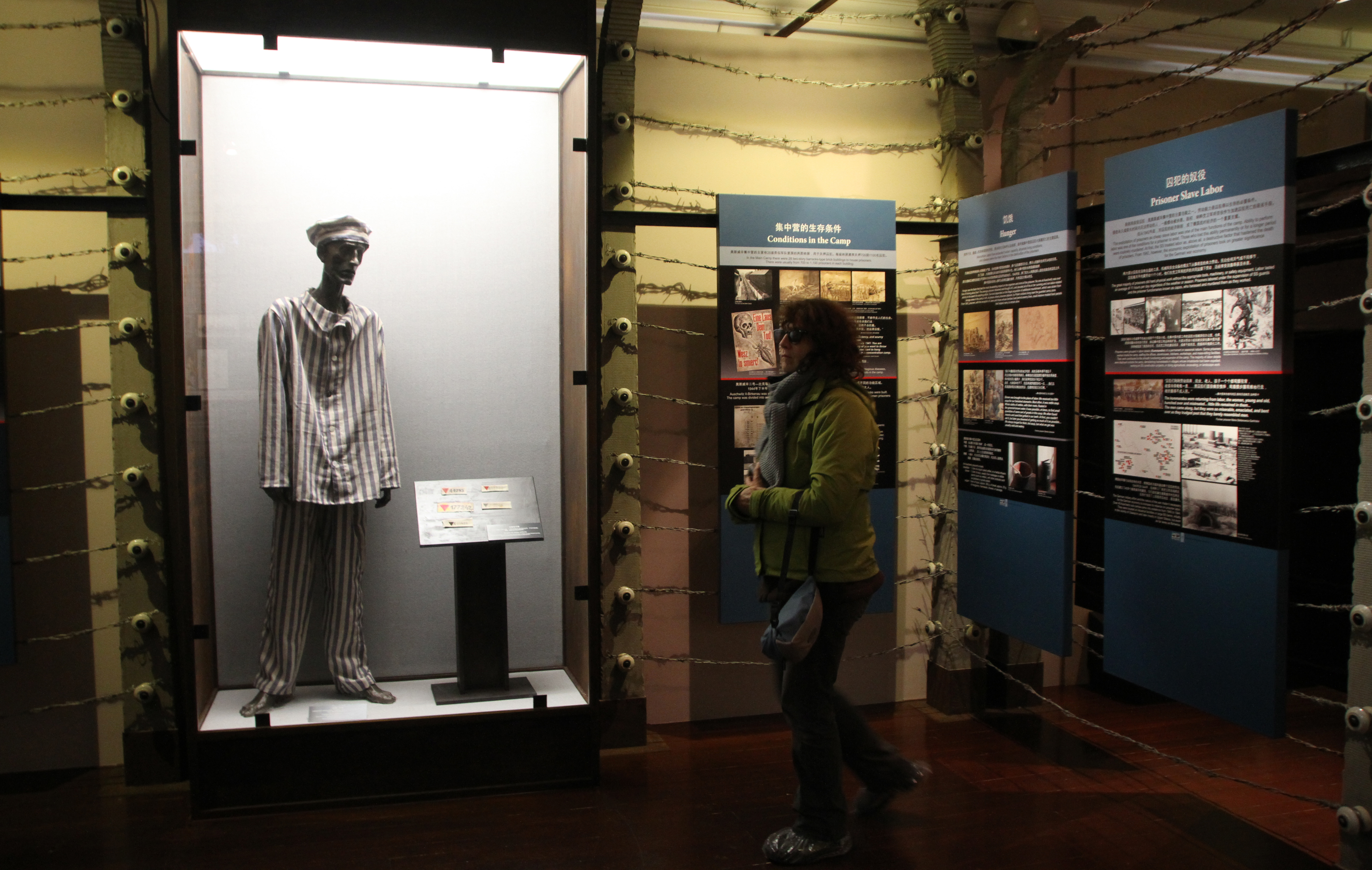
Museo
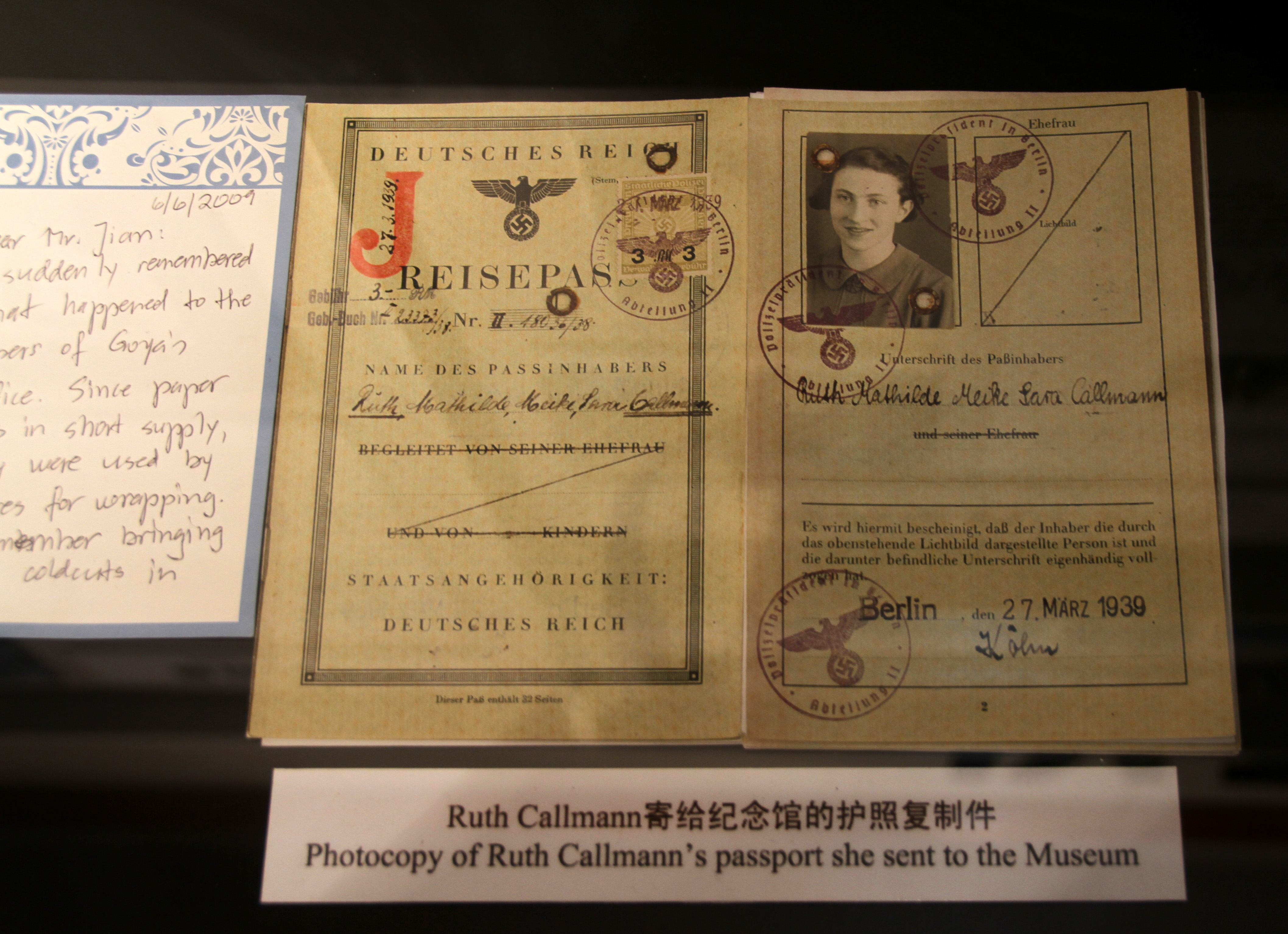
Museo
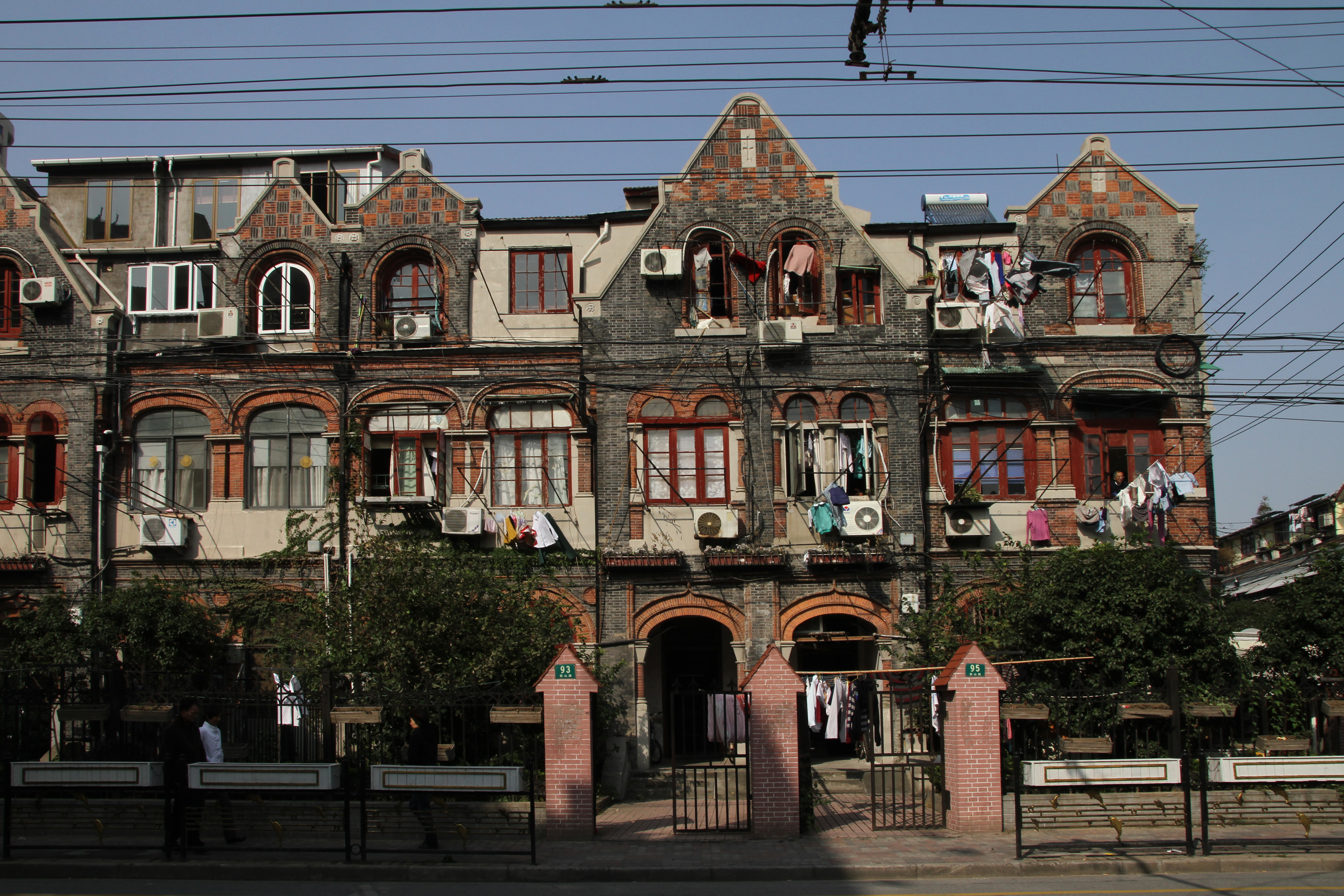
Distrito del Gueto 2012
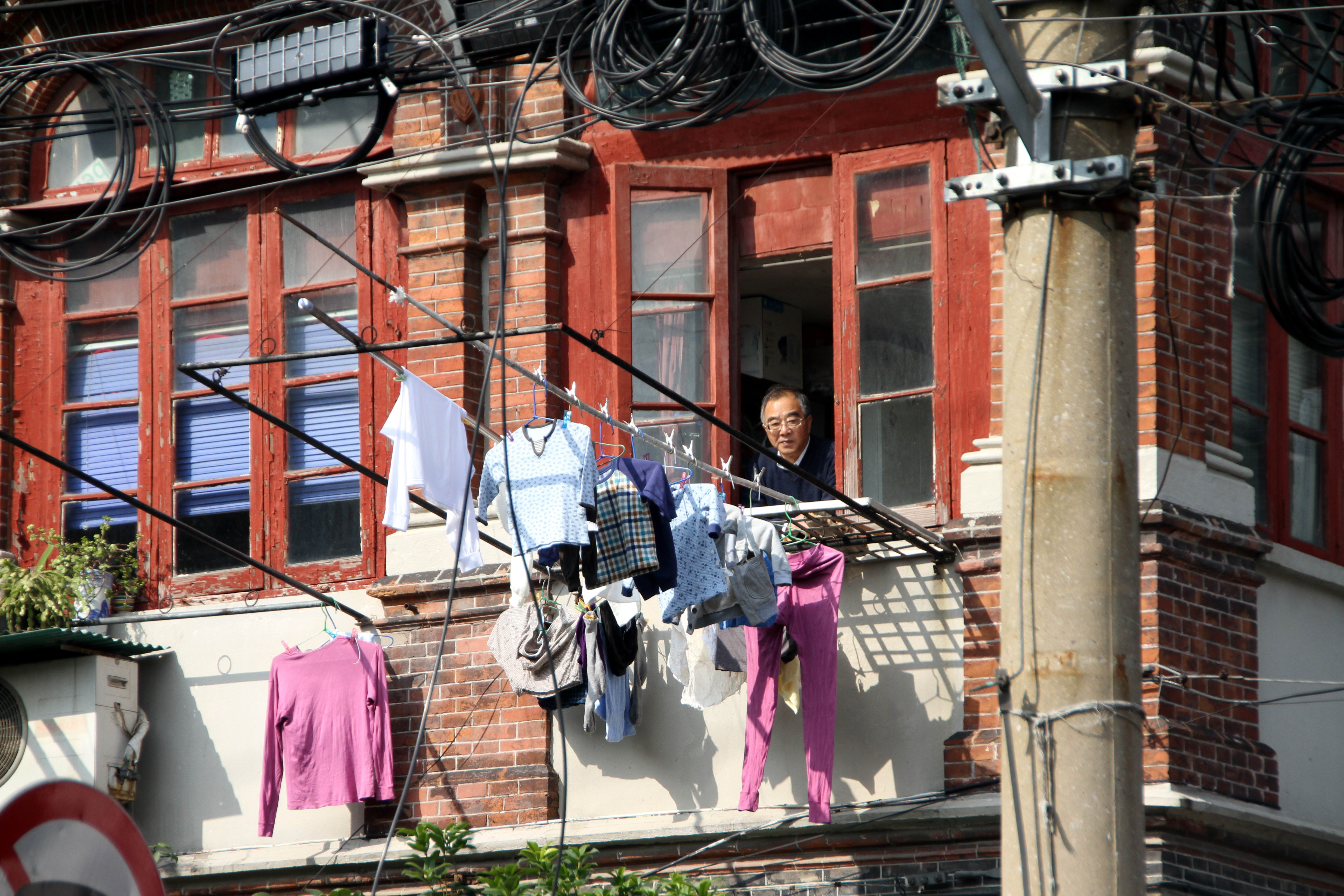
La vida en el distrito del Gueto
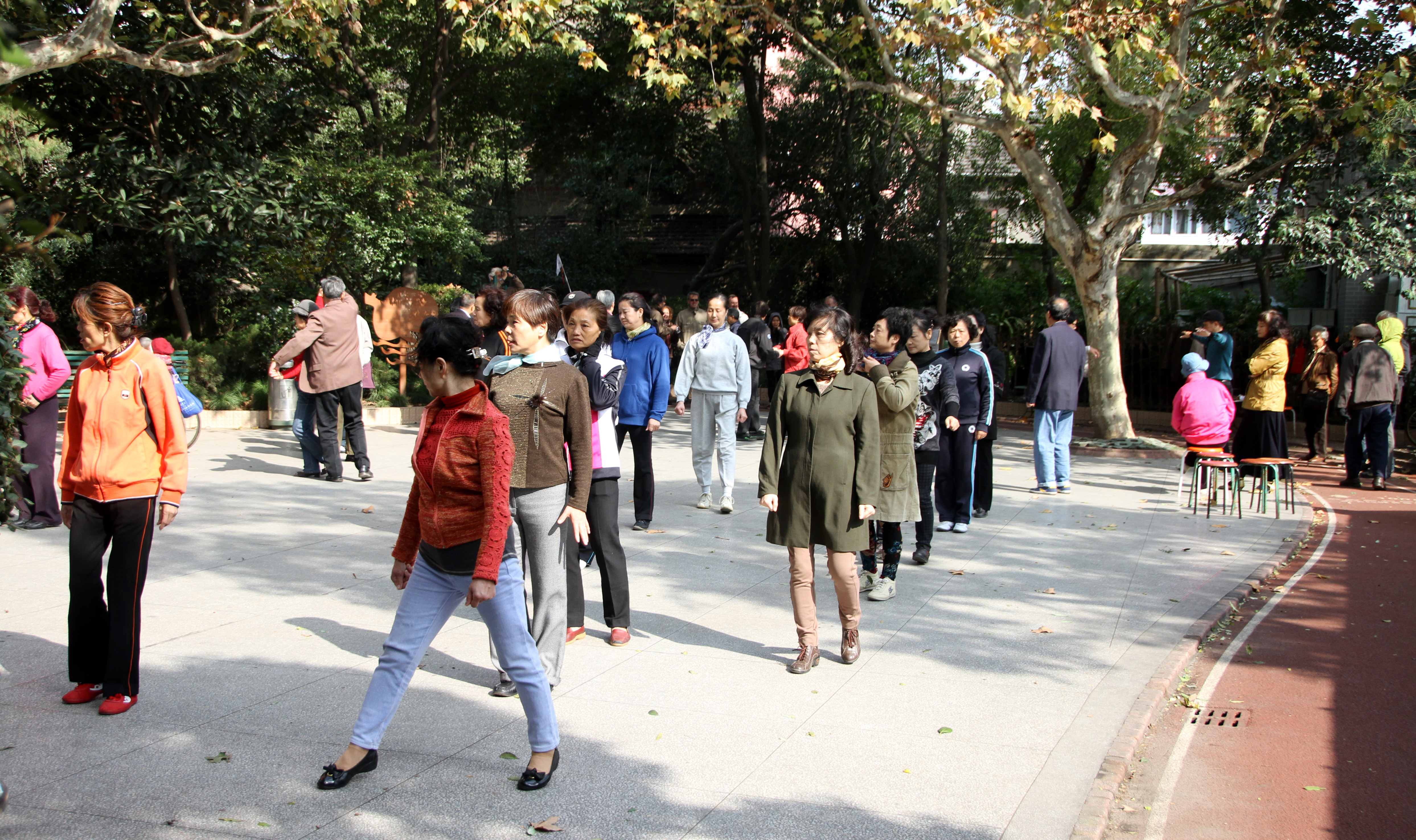
La vida en el distrito del Gueto